# Чернов, Андрей Владимирович
Андре́й Влади́мирович Черно́в (укр. Андрій Володимирович Чернов; род. 21 октября 1976, Кировоград) — украинский футболист, выступавший на позиции полузащитника

## Биография
Воспитанник ДЮСШ кировоградской «Звезды». Первый матч на взрослом уровне провёл в 1993 году, выйдя на замену в матче кировоградцев против александрийской «Полиграфтехники», в Кубке Украины. В следующем году перешёл в днепропетровский «Днепр», в составе которого 22 апреля 1994 года дебютировал в высшей лиге чемпионата Украины, на 75-й минуте выездного матча против криворожского «Кривбасса» заменив Сергея Думенко. Тем не менее, в составе «Днепра» не закрепился, кроме вышеупомянутой игры, проведя за команду ещё 1 матч в Кубке Украины. В 1995 году выступал за любительский «Локомотив» из Знаменки, а затем перешёл в новомосковский «Металлург», цвета которого защищал во второй лиге, где команда стала третьей в турнирной таблице своей группы. В 1996 году вернулся в высший дивизион украинского футбола, став игроком кременчугского «Кремня». На следующий год перешёл в другой клуб высшей лиги — криворожский Кривбасс, однако в новой команде провёл меньше года.
Во второй половине 1997 года отправился в Латвию, где подписал контракт с рижской «Даугавой», в составе которой в дебютном сезоне стал серебряным призёром чемпионата страны. За команду выступал на протяжении четырёх сезонов, а затем продолжил играть в новообразованном клубе «ПФК/Даугава», созданном за счёт слияния «Даугавы» и ФК «Полицияс». В 2001 году стал игроком рижского «Сконто», с которым в дебютном сезоне стал чемпионом Латвии. В следующем году перешёл в даугавпилсский «Динабург», однако ещё до окончания сезона покинул команду и вернулся в Украину. Вторую половину 2002 года провёл защищая цвета димитровского «Уголька» во второй лиге. В 2003 году подписал контракт с российским клубом «Лисма-Мордовия» из Саранска, однако ни одного матча за команду не отыграл и снова вернулся на родину, до конца года выступая за любительские коллективы. В весенней части сезона 2003/04 стал игроком винницкой «Нивы», а уже летом снова отправился за рубеж — на этот раз в Белоруссию, перейдя в бобруйскую «Белшину». Сезон 2004 года команда закончила на последнем, 16-м месте в турнирной таблице и вылетела из высшей лиги, однако, в следующем чемпионате Чернов своими 7 голами помог клубу стать победителем первого дивизиона и вернуться в элиту. Тем не менее, 2006 год игрок начал в составе брестского «Динамо», за которое провёл 11 матчей, не отличившись голами.
В 2007 году Чернов вновь вернулся в Украину, где в течение года выступал за любительские клубы. В 2008 подписал контракт с криворожским «Горняком», который стал последним клубом в профессиональной карьере игрока. Последний матч во второй лиге сыграл в 2009 году. Завершив выступления, некоторое время продолжал защищать цвета коллективов, выступавших на любительском уровне. В 2013 году был играющим тренером в штабе Сергея Тараненко в днепропетровском клубе «ВПК-Победа». Также работал детским тренером в различных ДЮСШ.

## Достижения
- Бронзовый призёр второй лиги чемпионата Украины: 1995/96 (группа «Б»)
- Серебряный призёр чемпионата Латвии: 1997
- Победитель первой лиги чемпионата Латвии: 1999
- Чемпион Латвии: 2001
- Победитель первой лиги чемпионата Белоруссии: 2005